# Поццальйо-ед-Уніті
Поццальйо-ед-Уніті (італ. Pozzaglio ed Uniti) — муніципалітет в Італії, у регіоні Ломбардія,  провінція Кремона.
Поццальйо-ед-Уніті розташоване на відстані близько 420 км на північний захід від Рима, 75 км на південний схід від Мілана, 8 км на північ від Кремони.
Населення — 1470 осіб (2014).

## Демографія
Населення за роками:

Станом на 1 січня 2023 року в муніципалітеті офіційно проживали 124 іноземці з 21 країни, серед них 15 громадян країн Євросоюзу та 1 громадянин України.

## Сусідні муніципалітети
- Казальбуттано-ед-Уніті
- Кастельверде
- Корте-де'-Фраті
- Ольменета
- Персіко-Дозімо
- Робекко-д'Ольйо